# František Budín
František Budín (19. července 1924 – 15. března 2020) byl český konferenciér a komik. Během své kariéry nikdy nebyl profesionálním moderátorem ani umělcem, přesto se proslavil v tandemu s komikem Felixem Holzmannem. V civilním životě pracoval jako účetní u Československých státních drah.
Později žil s manželkou Irenou v Ústí nad Labem.